# Dżargaltulgyn Erdenbat
Dżargaltulgyn Erdenbat (mong. Жаргалтулгын Эрдэнэбат, ur. 17 lipca 1974 w Mandal) – mongolski polityk i ekonomista, od 2014 do 2015 minister finansów, 29. premier Mongolii od 7 lipca 2016 do 4 października 2017 roku. Polityk Mongolskiej Partii Ludowej.

## Życiorys
W 1991 roku ukończył liceum w Mandal, a następnie w 1995 studia ekonomiczne w Instytucie Handlu i Przemysłu, w 1998 – w zakresie księgowości. Początkowo pracował w prywatnej firmie, by od 1997 pracować dla administracji ajmaku selengijskiego. W latach 2004–2005 był jego wiceprefektem, następnie do 2008 stał na czele jego departamentu finansowego. Od 2008 do 2012 był prefektem ajmaku selengijskiego. Od 2012 jest posłem do Wielkiego Churału Państwowego. Od listopada 2014 do sierpnia 2015 był ministrem finansów w rządzie Czimedijna Sajchanbilega. Po zdecydowanym zwycięstwie Mongolskiej Partii Ludowej w kolejnych wyborach parlamentarnych został desygnowany przez prezydenta Cachiagijna Elbegdordża na stanowisko premiera, które objął z dniem 7 lipca 2016.
Wkrótce po wyborze spotkał się z chińskim premierem Li Keqiangem, licząc na zacieśnienie współpracy gospodarczej z ChRL. W związku z rekordowym spadkiem wartości mongolskiej waluty tugrik zapowiedział reformy gospodarcze, obniżkę płac w sektorze publicznym i redukcję zadłużenia.

## Życie prywatne
Jest żonaty, ma syna i dwie córki. Posługuje się językiem angielskim; odznaczono go trzykrotnie państwowymi medalami.